# Lidia Șimon

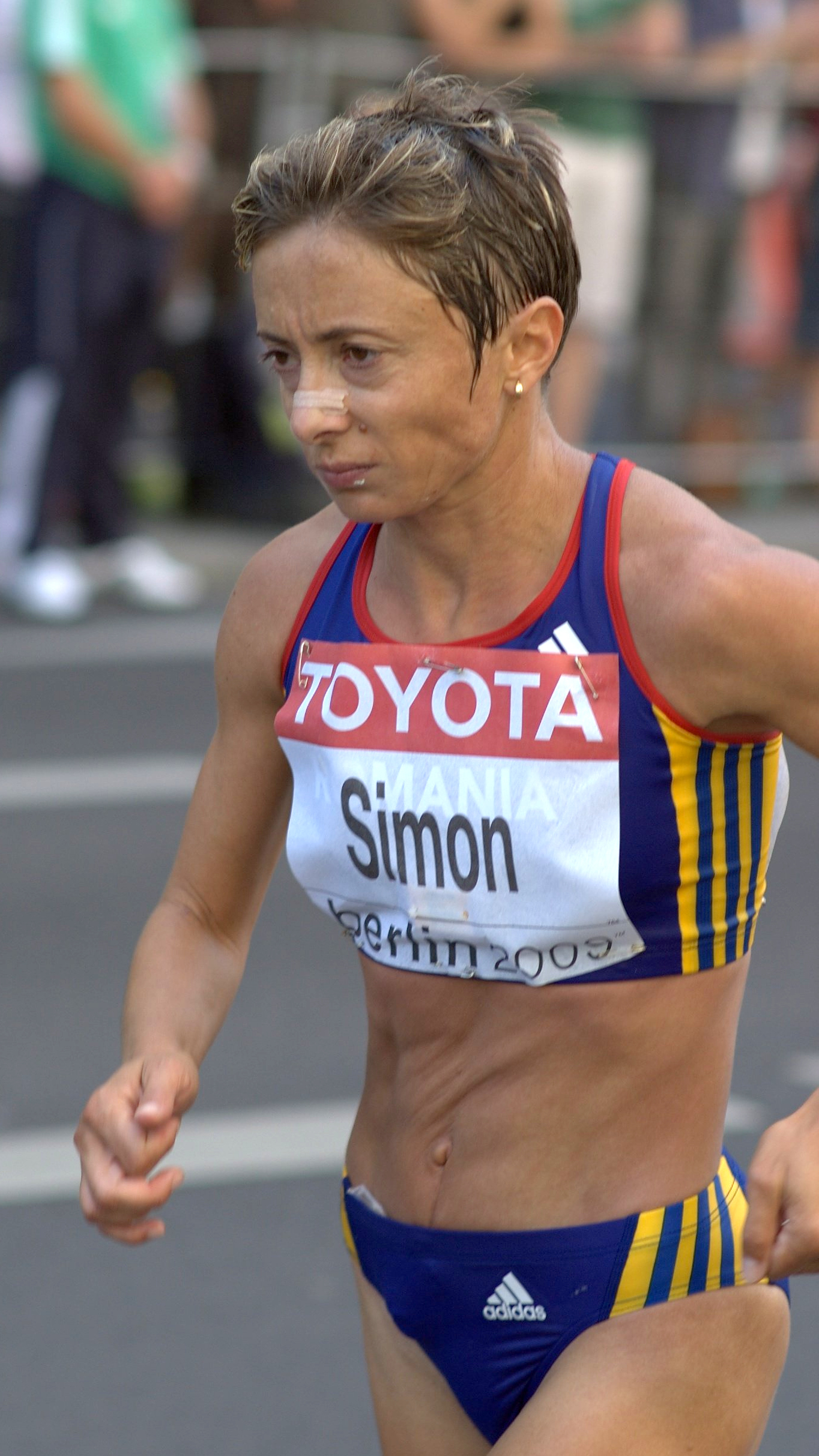
Lidia Șimon bei den Weltmeisterschaften 2009

Lidia Șimon (geb. Slavuteanu; * 4. September 1973 in Târgu Cărbunești, Kreis Gorj) ist eine rumänische Langstreckenläuferin, die 2000 die olympische Silbermedaille im Marathon gewann und 2001 Weltmeisterin wurde.

## Biographie
Sie wurde Zehnte im Marathon der Leichtathletik-Europameisterschaften 1994 in Helsinki und gewann später im Jahr den Lyon-Marathon. 1996 nahm sie an den Olympischen Spielen in Atlanta teil und wurde Sechste. Bei den Halbmarathon-Weltmeisterschaften gewann sie 1996 in Palma de Mallorca Silber, 1997 in Košice und 1998 in Uster Bronze.
Bei den Leichtathletik-Weltmeisterschaften 1997 in Athen und bei den Weltmeisterschaften 1999 in Sevilla gewann sie die Bronzemedaille im Marathon. Im 10.000-Meter-Lauf wurde sie bei den Europameisterschaften 1998 in Budapest Dritte in ihrer persönlichen Bestzeit von 31:32,64 min. 1998 und 1999 siegte sie beim Osaka Women’s Marathon.
2000 war ihr bis dahin erfolgreichstes Jahr. Zunächst gewann sie wiederum den Osaka Women’s Marathon in ihrer persönlichen Bestzeit von 2:22:54 h, wurde dann Zweite beim London-Marathon und belegte schließlich Platz 2 beim Marathon der Olympischen Spiele in Sydney hinter Naoko Takahashi und vor Joyce Chepchumba. Zum Saisonabschluss wurde sie Dritte bei den Halbmarathon-Weltmeisterschaften in Veracruz.
Beim Marathon der Weltmeisterschaften 2001 in Edmonton holte sie sich den Titel in einem dramatischen Finale vor Reiko Tosa (JPN) und Swetlana Sacharowa (RUS). Zuvor in diesem Jahr war sie Vierte beim London-Marathon geworden.
2004 nahm Șimon an den Olympischen Spielen in Athen teil, erreichte aber nicht das Ziel. Außerdem wurde sie 2004 Zweite beim Vienna City Marathon und 2005 Zweite beim Nagano-Marathon.
Die Saison 2007 begann für sie mit einem sechsten Platz beim Osaka Women’s Marathon. Ebenfalls in Osaka wurde sie beim Marathon der Leichtathletik-Weltmeisterschaften 2007 Fünfte und damit beste Europäerin. Im selben Jahr gewann sie den Shanghai-Marathon.
2008 nahm Șimon an den Olympischen Spielen in Peking teil und erreichte den achten Platz. Auf den gleichen Platz kam sie auch beim New-York-City-Marathon 2008. Bei den Leichtathletik-Weltmeisterschaften 2009 wurde sie 21. Bei den Europameisterschaften 2010 wurde sie Zehnte. 2011 und 2012 konnte sie den Osaka-Marathon gewinnen.
2012 nahm Șimon in London an ihren fünften Olympischen Spielen teil und kam auf den 45. Platz.
Lidia Șimon ist 1,57 m groß und wiegt 44 kg. Sie ist verheiratet und hat einen Sohn. Im Jahr 2000 wurde sie mit dem Treudienst-Orden im Rang eines Ritters ausgezeichnet.